# Gegants del carrer de la Princesa
Gegants del carrer de la Princesa són dos gegants, en Emili i la Maria Loreto, vinculats al carrer de la Princesa de Barcelona. Representen un rei i una reina joves de l'edat mitjana i tenen una figuració clàssica. Són uns gegants propietat de la família gegantera Nogués-Rodés i van ser la primera parella de gegants privats que tingué la ciutat.
Els gegants, més reduïts que no la majoria dels de la ciutat, els va adquirir Josep Maria Nogués, que en volia uns que representessin el seu carrer. Són figures de sèrie comprades al taller imatger El Ingenio. Per això són idèntiques a les d'alguns gegantons que es poden trobar en unes altres poblacions catalanes.
L'Emili i la Maria Loreto s'estrenaren a les festes de Santa Eulàlia de la Ciutat Vella l'any 1983 i foren batejats amb els noms dels pares del propietari, encarregats de portar-los durant molts anys. Es poden considerar els primers gegants en actiu dels barris de Sant Pere i la Ribera, fruit de la revifada de la cultura popular que portà la democràcia.
L'any 2002 s'afegeix un membre a la família, el gegantó que representa l'avi dels Nogués-Rodés, en Joaquim Partagàs, més conegut per El Rei de la Màgia. Des d'aleshores és ben habitual que acompanyi la parella a les eixides arreu de la ciutat.
Els Gegants del carrer de la Princesa participen cada any en la Festa Major del barri i no és estrany de veure'ls passejar i dansar en trobades i cercaviles barcelonines, sempre portats per la colla Amics dels Gegants del carrer de la Princesa.